# Acacia colei
Acacia colei é uma espécie de leguminosa do gênero Acacia, pertencente à família Fabaceae.